# Frétoy-le-Château
Frétoy-le-Château è un comune francese di 250 abitanti situato nel dipartimento dell'Oise della regione dell'Alta Francia.

## Società

### Evoluzione demografica
Abitanti censiti